# Bergwiesen und Magerrasen am Dreisessel
Bergwiesen und Magerrasen am Dreisessel este o arie protejată (arie specială de conservare — SAC, sit de importanță comunitară — SCI) din Germania întinsă pe o suprafață de 44,2 ha, integral pe uscat.

## Localizare
Centrul sitului Bergwiesen und Magerrasen am Dreisessel este situat la coordonatele 48°45′31″N 13°48′21″E / 48.7586°N 13.8058°E.

## Înființare
Situl Bergwiesen und Magerrasen am Dreisessel a fost declarat sit de importanță comunitară în martie 2001 pentru a proteja 1 specie de plante și 1 specie de animale. Situl a fost protejat și ca arie specială de conservare în aprilie 2016.

## Biodiversitate
Situată în ecoregiunea continentală, aria protejată conține 5 habitate naturale: Formațiuni ierboase bogate în specii de Nardus, dezvoltate pe substraturi silicioase în zone montane (și în zone submontane, în Europa continentală), Liziere de ierburi înalte hidrofile de câmpie și de nivel montan până la alpin, Fânețe montane, Mlaștini turboase de tranziție și turbării mișcătoare, Păduri de fag Luzulo-Fagetum.
La baza desemnării sitului se află mai multe specii protejate:
- plante (1): Gentianella bohemica
- nevertebrate (1): phengaris nausithous (Maculinea nausithous)